# 1,2,3... invisibile!
1,2,3... invisibile! (Let's Get Invisible!) è il sesto romanzo della serie Piccoli brividi ideata dallo scrittore statunitense R. L. Stine.

## Trama
Max e suo fratello Noah (detto Mancino) trovano nella soffitta della loro nuova casa uno specchio che rende invisibili le persone che si avvicinano accendendo una lampadina posta sopra di esso. Spegnendo poi la luce, ridiventano visibili. Max e Noah all'inizio se la spassano a diventare invisibili, coinvolgendo anche i loro amici Zack, Erin e April. Scoprono però che rimanendo invisibili per troppo tempo, vengono colti da uno strano malessere e si sentono come risucchiare dallo specchio. Inoltre, impiegano sempre più tempo per ritornare visibili. Un giorno Erin, e poi Zack, facendo a gara per rimanere invisibili il più a lungo possibile, finiscono per scomparire e ritornare poi visibili in un qualche modo mutati, anche se Max non riesce a capire come. Per insistenza di Erin e Zack, anche Max finisce per venire risucchiato nello specchio. Scopre che dall'altra parte si trova un universo parallelo in cui i riflessi delle persone prendono vita e rubano il posto degli originali che restano intrappolati nello specchio, come già accaduto ai suoi amici. Max rischia di fare la loro stessa fine, ma viene provvidenzialmente salvato dal fratello Noah, il quale, scambiando il suo riflesso sullo specchio per una persona in carne e ossa, gli lancia una palla da baseball, distruggendo lo specchio e liberando Max e i suoi amici. Una mattina però, Max scopre che suo fratello non è più mancino. Che non sia il vero Noah, ma il suo riflesso che ha preso il suo posto?

## Adattamento televisivo
Il libro è stato adattato per la serie televisiva Piccoli brividi nell'omonimo episodio. L'adattamento presenta alcune differenze rispetto al libro:
- Nel libro sia Erin che Zack vengono risucchiati dallo specchio e sostituiti dai loro riflessi, nell'episodio televisivo solo Zack;
- Nell'episodio televisivo il riflesso di Zack viene riconosciuto come tale per via del suo orecchino all'orecchio opposto, nel libro invece per via del suo taglio di capelli;
- Il personaggio di April è del tutto assente nell'episodio televisivo;
- Nel libro è Noah a distruggere accidentalmente lo specchio alla fine, nell'episodio televisivo viene invece distrutto da Erin;
- Nel libro lo specchio dopo essere stato distrutto non si ricompone, cosa che accade invece nell'episodio televisivo.

## Edizioni
- R. L. Stine, 1,2,3... invisibile!, traduzione di Chiara Belliti, collana Piccoli brividi, Arnoldo Mondadori Editore, 1995,  p. 189, ISBN 88-04-38784-X.